# Interferenti endocrini
Con interferenti endocrini, chiamati anche perturbatori, ci si riferisce a una vasta categoria di molecole e/o miscele di sostanze che alterano la normale funzionalità ormonale dell'apparato endocrino, causando effetti avversi sulla salute di un organismo, della sua progenie o di una popolazione o sottopopolazione dello stesso (European Workshop on the impact of endocrine disruptors on human health and wildlife, 2-4 December, 1996, Weybridge). Le conseguenze possono causare tumori, difetti (teratogeni) alla nascita, alterate capacità riproduttive e altri disturbi dello sviluppo in relazione all'apparato bersagliato dai singoli interferenti. Nel 2015 The Endocrine Society ha pubblicato una dichiarazione sugli interferenti endocrini (Endocrine-Disrupting Chemicals, EDCs) citando specificamente l'obesità, il diabete, la riproduzione femminile e maschile,  tumori ormono-sensibili nelle donne, il cancro alla prostata nei maschi, patologie tiroidee e dello sviluppo neurologico e neuroendocrino come bersagli biologici dell'essere esposti agli EDCs.

## Descrizione
In genere sono in grado di legarsi come agonisti o antagonisti ai recettori di vari ormoni, ad esempio ai recettori degli ormoni steroidei o degli ormoni tiroidei, o eventualmente interferire in vario modo e tramite differenti meccanismi, con sintesi, secrezione, trasporto, legame, azione, ed eliminazione degli stessi negli organismi viventi.
Alcuni di questi composti possono provocare gravi danni agli organismi esposti, spesso non immediatamente percepibili in quanto a dosi minime non esprimenti effetti di tossicità acuta, e possono, nel caso di vaste esposizioni ambientali, produrre effetti a livello di popolazione con ripercussioni a livello ecologico.
Gli interferenti endocrini sono sostanze che possono interferire con la sintesi, la secrezione, il trasporto, l'associazione, l'azione, o l'eliminazione degli ormoni naturali del corpo, responsabili dello sviluppo, del comportamento, della fertilità, e del mantenimento dell'omeostasi cellulare. Sono a volte indicati anche come agenti ad azione ormonale, o composti alteranti il sistema endocrino; in letteratura scientifica prevalgono i termini inglesi endocrine disruptor, hormonally active agents, endocrine disrupting chemicals, endocrine disrupting compounds (EDCs).
Fra queste sostanze si ricordano: idrocarburi policiclici aromatici, benzene, diossina, ftalato, perfluorato, bisfenolo A (e octilfenolo e nonifenolo).
Alcune di queste sostanze possono trovarsi come contaminanti ambientali, ad esempio molti alogenuri organici come i PCB  e simili molecole appartenenti alla classe ambientale degli inquinanti organici persistenti, come costituenti naturali di alcuni cibi, ad esempio i fitoestrogeni contenuti nella soia, oppure essere presenti come contaminanti, ad esempio il bisfenolo A derivato dalle plastiche o diversi tipi di fitofarmaci. Una classe importante di interferenti appartiene a composti clorurati di varie classi, spesso veicolati in atmosfera su lunghe distanze, e un'altra si riferisce a composti fenolici.
L'esposizione può essere legata anche all’inalazione della plastica per abrasione degli pneumatici e dall’usura dei freni delle autovetture.
La veicolazione ambientale di questi composti è stata largamente studiata, indagando sul trasporto a livello planetario di alcuni composti stabili, come gli alogenuri organici, e la ricaduta degli stessi sulle zone più fredde dove la circolazione atmosferica globale li porta a ricondensarsi, con effetti biologici su diversi organismi.
Lo stato delle conoscenze e delle attività nel settore dei perturbatori endocrini è riassumibile nei seguenti punti:
• Negli animali, i perturbatori endocrini possono agire sul sistema ormonale e compromettere la riproduzione: in alcuni casi è stato dimostrato un rapporto di causa ed effetto nella fauna selvatica e anche in animali di laboratorio. Per quanto riguarda gli animali selvatici molti studi hanno mostrato che gli interferenti endocrini possono avere effetti soprattutto sulla riproduzione. In particolare sono influenzati gli animali acquatici e i carnivori terrestri (che sono al culmine della catena alimentare). Tuttavia, data la scarsa conoscenza dei meccanismi endocrini delle specie selvatiche (non sempre sovrapponibili a quelli delle specie di laboratorio), è difficile comprenderne a fondo i meccanismi.Un altro campo poco studiato, ma potenzialmente estremamente importante è quello degli effetti di questi composti sugli animali da allevamento, effetti che potrebbe avere risvolti economici e sanitari molto importanti.

• Nell'essere umano è stato notato un aumento dei casi di disturbi riproduttivi e di alcuni tipi di cancro.
Se i risultati appaiono coerenti con la tesi che accusa i perturbatori endocrini, nei fatti non è stato possibile documentare una relazione causale tra l'esposizione a una sostanza con attività endocrina e l'effetto sull'organismo umano.

• Occorrono ulteriori ricerche per eseguire una valutazione completa dei rischi, in particolare per quel che concerne gli effetti tossici a bassa concentrazione e l'effetto cocktail.

• Le strategie per identificare e inquadrare l'impiego dei perturbatori endocrini sono state elaborate e sono in corso di attuazione; sotto la guida dell'OCSE sono stati sviluppati e validati metodi che consentono di uniformare le analisi.

• Alcuni perturbatori endocrini noti sono già disciplinati dalla legislazione per motivi che esulano dalla loro attività ormonale (tossicità generale, cancerogenicità, tossicità riproduttiva).
In considerazione delle preoccupazioni generate dagli interferenti endocrini il Ministero dell'Ambiente ha redatto un Decalogo per il Cittadino.
L'Unione Europea ha selezionato 564 sostanze sospettate di essere interferenti endocrini. Di queste 147 possono essere persistenti nell'ambiente o prodotte in grandi volumi. Di queste solo 66 è provato che possano agire come interferenti endocrini (categoria 1) mentre di 52 c'è solo qualche prova che siano potenziali interferenti endocrini (categoria 2).

Il 16 dicembre 2015 la Corte Generale dell'Unione Europea, in un caso sollevato dal governo svedese contro la Commissione europea ha stabilito che la Commissione europea deve affrontare al più presto il problema dell'impatto sulla salute umana dei biocidi, cioè le sostanze chimiche impiegate in pesticidi, insetticidi, disinfettanti e in molti altri prodotti non alimentari come le vernici. Il Tribunale Ue ha stabilito che l'esecutivo comunitario "è venuto meno agli obblighi" imposti dal regolamento europeo che prevedeva "la definizione dei criteri scientifici" per definire i cosiddetti "interferenti endocrini" entro il 13 dicembre 2013. (5)